# Cameron Cuffe
Cameron Cuffe (* 1. April 1992 in London, England) ist ein britischer Schauspieler.

## Leben und Karriere
Cuffe wurde in 1992 in London geboren. Er besuchte The Lir Academy in Dublin, wo er auch am Trinity College Dublin sein Studium abschloss.
Nach einigen Theaterrollen spielte er 2016 eine Rolle im Film Florence Foster Jenkins und 2017 in der Dramaserie The Halcyon. Von 2018 bis 2019 spielte er eine Hauptrolle in der DC-Serie Krypton als Supermans Großvater Seg-El.

## Filmografie
- 2015: Home Made (Kurzfilm)
- 2016: Florence Foster Jenkins
- 2017: The Halcyon (Fernsehserie, 4 Folgen)
- 2017: Time After Time (Fernsehserie, 1 Folge)
- 2018–2019: Krypton (Fernsehserie, 20 Folgen)